# Leucochrysa (Nodita) icterica
Leucochrysa (Nodita) icterica is een insect uit de familie gaasvliegen (Chrysopidae), die tot de orde netvleugeligen (Neuroptera) behoort. De soort komt voor in Brazilië.